# Червоний Пері (збірка)
«Червоний Пері» (англ. The Red Peri) — науково-фантастична збірка оповідань американського письменника Стенлі Вайнбаума. Вперше вийшла 1952 року у видавництві Fantasy Press тиражем 1 732 примірники. Спочатку оповідання виходили на сторінках журналів «Емейзін сторіз», «Аналог» та «Вандер сторіс».

## Оповідання в книзі
- «Задушені моря» (у співавторстві з Ральфом Мілном Фарлі)
- «Революція 1950 року» (у співавторстві з Ральфом Мілном Фарлі)
- «Червоний Пері»
- «Острів Протея»
- «Межа нескінченності»
- «Переміщення морів»
- «Політ на Титан»
- «Викуп Керна»

## Відгуки
Ентоні Бучер та Джессі Маккомас, хоча й відзначили, що «Червоний пері» був «збіркою менших творів Вайнбаума», все ж оцінили його як цікаву добірку оповідань одного з «найоригінальніших та найстимулюючих попередників сучасної наукової фантастики». П. Шуйлер Міллер, також зазначив, що найкращі роботи Вайнбаума вже були зібрані в «Марсіанській одісеї та інші», все ж визнав, що «будь-яка з цих історій актуальна [й] сьогодні».